# Юрин, Иван Алексеевич
Иван Алексеевич Юрин (28 января 1896, село Горы, Московская губерния — 26 ноября 1951, Москва) — советский генерал, участник Сталинградской битвы, создатель войск связи Войска Польского (1944—1947).

## Биография
Родился в крестьянской семье. Его старший брат Николай сочувствовал социал-демократам, участвовал в революционном движении, подвергался аресту и ссылке.
В русской армии с 1916 года. В период Гражданской войны служил в Красной Армии. В 1939 году окончил Военную академию связи.
Перед Великой Отечественной войной был начальником Воронежского училища связи  В начале войны - начальник связи 58-й армии Карельского фронта , участник Битвы под Москвой 
В Великую Отечественную войну — полковник, начальник связи 7-й Резервной армии, затем — 62-й Армии (с 16 апреля 1943 г. — 8-я гвардейская армия.

Связью приходилось заниматься много. Не раз мы с начальником связи армии полковником Иваном Алексеевичем Юриным просиживали ночи, отыскивая самые подходящие варианты использования наличных технических средств, разрабатывая более надежные схемы, обсуждая, как лучше расставить самых опытных специалистов.— маршал Советского Союза Н. И. Крылов

Наиболее сложные задачи стояли тогда перед связистами 62-й армии. Командующий армией Василий Иванович Чуйков имел основной и вспомогательный пункты управления. Кроме того, на восточном берегу Волги располагался его запасной командный пункт. В середине сентября, в самый разгар боев, основной командный пункт командарма Чуйкова находился в 800 метрах от переднего края. Большинство линий проводной связи проходило в непосредственной близости от противника, параллельно линии фронта. Они находились под непрерывным воздействием всех видов огня противника…

По мнению Чуйкова, в те тяжелые для 62-й армии дни только беззаветная храбрость и отвага связистов обеспечивали возможность управлять войсками. Мне приятно было слышать эти слова. Я уже знал о некоторых подвигах связистов, о которых мне рассказал начальник связи 62-й армии полковник И. А. Юрин.— маршал связи И. Т. Пересыпкин

Бои 19 сентября показали, что захватчики не собираются оттягивать свои части из города на север, а ещё упорнее стремятся развязать себе руки на волжском берегу города, то есть уничтожить 62-ю армию.
Мы были прижаты к Волге со всех сторон. Волжские переправы находились под огнём не только артиллерии, но и миномётного огня. Военный совет армии, обсудив положение армии, принял ряд важнейших решений. Нам нужно было главным образом наладить переправы через Волгу, чтобы не прерывалась связь и снабжение войск с левого берега.
Это была трудная задача, так как днем Волга просматривалась и простреливалась противником. Нам нужно было иметь не одну переправу или причал для погрузки и разгрузки людей и боевого питания. Поэтому, кроме двух армейских переправ и причалов, мы разрешили организовать переправы для каждой дивизии. Пусть эти переправы будут маломощные, но все же они помогали дивизиям, в особенности по эвакуации раненых и подвозе боепитания. Все переправочные средства были взяты на учёт, работа их поставлена под тщательный контроль.
Для телефонной и телеграфной связи с войсками была разработана особая схема. Её разработал начальник связи армии полковник, а затем генерал Юрин. Он всегда имел резервные каналы, провода, проложенные по дну Волги. При выходе из строя одной системы проводов мы переходили на другие. Кроме того, на левом берегу был организован промежуточный узел, через который мы могли держать связь с дивизиями, находящимися на правом берегу. При массовых бомбежках и обстрелах связь с войсками на нашем берегу часто прерывалась.— В. И. Чуйков
1 сентября 1943 г. присвоено звание «генерал-майор войск связи».
25 августа 1944 году откомандирован в формирующееся Войско Польское  на должность начальника войск связи Войска Польского, которую занимал до окончания войны. В 1945—1947 гг. — начальник Управления связи Министерства, заместитель Министра национальной обороны Польши. 14 декабря 1945 Крайова Рада Народова присвоила ему звание генерала дивизии.
6 марта 1947 вернулся в СССР. Скончался в Москве в 1951 г., похоронен на Введенском кладбище.

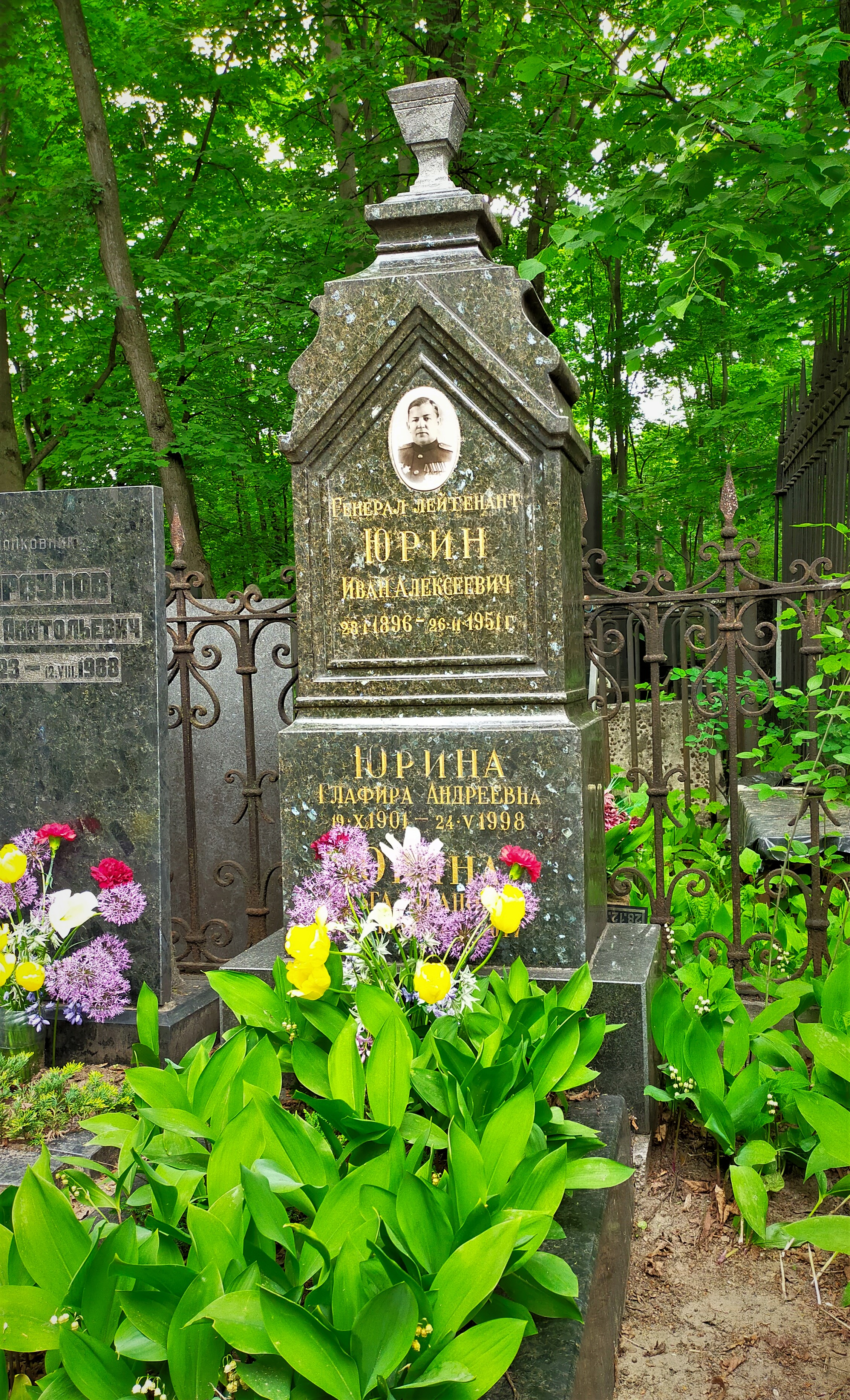
Могила И. А. Юрина на Введенском кладбище

## Награды
- орден Ленина
- три ордена Красного Знамени
- орден Кутузова 2-й степени
- орден Отечественной войны 2-й степени
- орден Красной Звезды
- Медаль «За взятие Берлина»
- Медаль «За оборону Сталинграда»
- Юбилейная медаль «XX лет Рабоче-Крестьянской Красной Армии»
- Медаль «За победу над Германией в Великой Отечественной войне 1941—1945 гг.»

Награды Польши
- Командорский крест Ордена Возрождения Польши
- Орден «Крест Грюнвальда» 3 степени (1945)
- Золотой крест Заслуги (1946)
- Медаль «За Варшаву 1939—1945»
- Медаль «За Одру, Нису и Балтику»